# Station Rye House
Rye House is een spoorwegstation van National Rail in Hoddesdon, Broxbourne in Engeland. Het station is eigendom van Network Rail en wordt beheerd door Greater Anglia. Het station is geopend in 1843.